# Hylaeus delicatus
Hylaeus delicatus là một loài Hymenoptera trong họ Colletidae. Loài này được Cockerell mô tả khoa học năm 1911.

## Hình ảnh

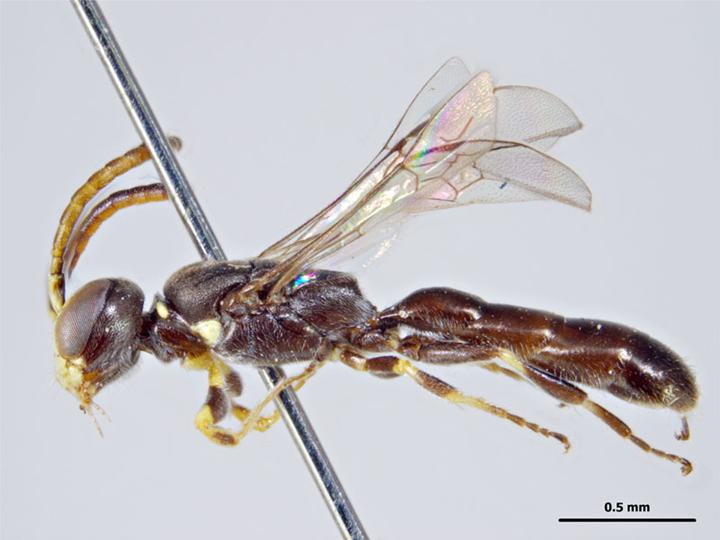